# خورند (راور)
خورند، یک آبادی کوهستانی از توابع بخش مرکزی، شهرستان راور در استان کرمان ایران است.

## جمعیت
این آبادی در دهستان راور قرار دارد و براساس سرشماری مرکز آمار ایران در سال ۱۳۹۵، جمعیت آن ۷۳۲ نفر (۱۹۳ خانوار) بوده‌است.